# Miller Genuine Draft 200 1997
Miller Genuine Draft 200 1997 var ett race som kördes den 1 juni på The Milwaukee Mile. Det markerade Greg Moores första vinst i CART, då han höll undan för Michael Andretti under de sista varven. Med det gick Moore upp på fjärde plats i 1997 års mästerskap, där Paul Tracy behöll ledningen.

## Slutresultat
| Plats | Förare                | Team                     | Grid | Kvaltid |
| ----- | --------------------- | ------------------------ | ---- | ------- |
| 1     | Greg Moore            | Forsythe Racing          | 5    | 20,445  |
| 2     | Michael Andretti      | Newman/Haas Racing       | 14   | 20,826  |
| 3     | Jimmy Vasser          | Chip Ganassi Racing      | 12   | 20,792  |
| 4     | Raul Boesel           | Patrick Racing           | 3    | 20,434  |
| 5     | Maurício Gugelmin     | PacWest Racing           | 2    | 20,385  |
| 6     | Paul Tracy            | Marlboro Team Penske     | 1    | 20,160  |
| 7     | Gil de Ferran         | Walker Racing            | 15   | 20,834  |
| 8     | Patrick Carpentier    | Bettenhausen Motorsports | 4    | 20,440  |
| 9     | Scott Pruett          | Patrick Racing           | 8    | 20,682  |
| 10    | Roberto Moreno        | Newman/Haas Racing       | 10   | 20,741  |
| 11    | Bobby Rahal           | Team Rahal               | 13   | 20,820  |
| 12    | Mark Blundell         | PacWest Racing           | 11   | 20,745  |
| 13    | Alex Zanardi          | Chip Ganassi Racing      | 17   | 20,936  |
| 14    | P.J. Jones            | All American Racing      | 22   | 21,355  |
| 15    | Bryan Herta           | Team Rahal               | 18   | 20,939  |
| 16    | Dario Franchitti      | Hogan Racing             | 7    | 20,588  |
| 17    | Hiro Matsushita       | Arciero-Wells Racing     | 27   | -       |
| 18    | Paul Jasper           | Payton/Coyne Racing      | 26   | 22,671  |
| 19    | Max Papis             | Arciero-Wells Racing     | 20   | 21,054  |
| 20    | Al Unser Jr.          | Marlboro Team Penske     | 9    | 20,708  |
| 21    | Juan Manuel Fangio II | All American Racing      | 21   | 21,279  |
| 22    | Gualter Salles        | Davis/Craig Racing       | 16   | 20,922  |
| 23    | Richie Hearn          | Della Penna Motorsports  | 23   | 21,425  |
| 24    | Adrián Fernández      | Tasman Motorsports       | 24   | 21,940  |
| 25    | Parker Johnstone      | Team KOOL Green          | 6    | 20,568  |
| 26    | André Ribeiro         | Tasman Motorsports       | 19   | 21,044  |
| 27    | Michel Jourdain Jr.   | Payton/Coyne Racing      | 25   | 22,186  |